# Брусница-Велика
Брусница-Велика (серб. Брусница Велика / Brusnica Veilka) — село в общине Брод Республики Сербской Боснии и Герцеговины. Население составляет 162 человека по переписи 2013 года.
Соседствует с селом Брусница-Мала.

## Известные уроженцы
- Любко Петрович (р. 1947), футбольный тренер